# Bullet to the Head
Bullet to the Head is een Amerikaanse actiefilm uit 2012 van Walter Hill met Sylvester Stallone. Het scenario van Alessandro Camon was gebaseerd op de Franse graphic novel Du Plomb Dans La Tête, geschreven door Matz en geïllustreerd door Colin Wilson.

## Verhaal
Jimmy Bobo is een huurmoordenaar. Wanneer zijn partner wordt vermoord werkt hij samen met een jonge NYPD rechercheur, wiens ex-partner is gedood door dezelfde criminelen. Hun onderzoek zal hen leiden van de achterbuurten van New Orleans naar de machtige top van Washington, om de waarheid te achterhalen en recht te doen.

## Rolverdeling

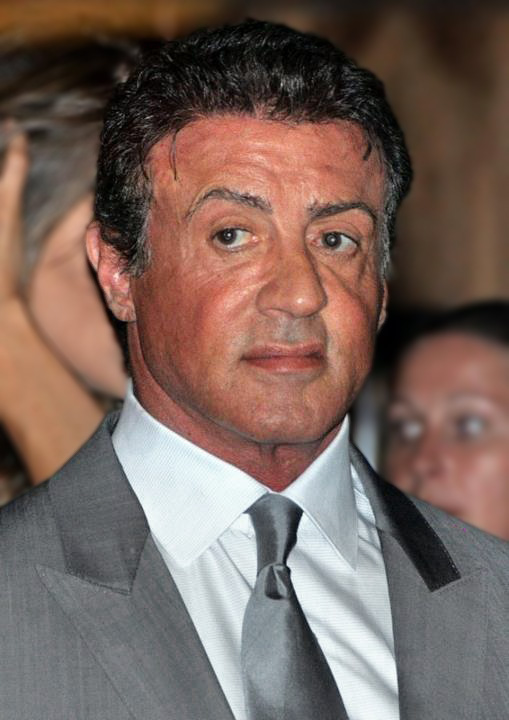
Stallone in 2012

- Sylvester Stallone - James "Bobo" Bonomo
- Sung Kang - Detective Taylor Kwon
- Sarah Shahi - Lisa Bonomo
- Adewale Akinnuoye-Agbaje - Robert Nkomo Morel
- Jason Momoa - Keegan
- Christian Slater - Marcus Baptiste
- Jon Seda - Louis Blanchard
- Holt McCallany - Hank Greely
- Brian Van Holt - Ronnie Earl
- Weronika Rosati - Lola
- Dane Rhodes - Lieutenant Lebreton
- Marcus Lyle Brown - Detective Towne
- Douglas M. Griffin - Baby Jack